# Élection présidentielle roumaine de 2009
L'élection présidentielle roumaine de 2009 pourvoit à la succession de Traian Băsescu à la fonction de président de Roumanie pour un mandat de cinq ans (2009-2014). Le premier tour s'est déroulé le 22 novembre. Aucun des 12 candidats n'ayant atteint une majorité des suffrages, un second tour s'est tenu le 6 décembre, entre le président sortant Băsescu (arrivé en tête du premier tour avec 32,44 % des suffrages) et Mircea Geoană (31,15 %) : il a vu réélection de Traian Băsescu pour un second mandat avec 50,33 % des voix, contre 49,66 % pour son adversaire social-démocrate.
Après des accusations de fraudes et un recompte partiel de 138 000 bulletins litigieux, la Cour constitutionnelle a validé le résultat le 14 décembre.

## Mode de scrutin
Le Président de la Roumanie est élu au scrutin uninominal majoritaire à deux tours pour un mandat de cinq ans renouvelable une seule fois. Est élu le candidat qui réunit la majorité absolue des suffrages du total des électeurs inscrits sur les listes électorales. A défaut, un second tour est organisé entre les deux candidats arrivés en tête, et celui recueillant le plus de suffrages est déclaré élu,.
Les résultats sont validés par la Cour constitutionnelle. Le président élu prête ensuite serment devant la Chambre des Députés et le Sénat, réunis en séance commune.

## Déroulement
Les dates du scrutin ont été fixées à la fin du mois d'août 2009 et la campagne électorale a officiellement commencé le 22 octobre suivant.
En parallèle de ce scrutin, se tient un référendum initié par le président sortant Traian Băsescu pour ramener le nombre de députés de l'assemblée nationale à 300 députés et passer d'un parlement bi-caméral a un parlement monocaméral.

## Candidats
Douze personnes sont officiellement candidates à la fonction présidentielle.
Le 9 avril 2009, le prince Radu al României Duda est le premier à se déclarer candidat à l'élection présidentielle. Dans son discours, il indique : « [ma] candidature n'a pas pour but la restauration de la monarchie. Dans une démocratie, le changement de la forme de gouvernement n'est pas la prérogative du chef de l'État. Une telle possibilité ne peut être déterminée que par la Nation tout entière. » Le 2 septembre 2009, il renonce à se présenter à l'élection présidentielle et dénonce la mainmise de l'État sur le processus électoral ainsi que la collusion entre la gauche et le gouvernement de Traian Băsescu : « La campagne présidentielle ne sera pas une compétition électorale mais un combat entre des cliques. »
| Photo | Candidat                 | Parti(s)                                             |
| ----- | ------------------------ | ---------------------------------------------------- |
|       | Traian Băsescu           | Parti démocrate-libéral (centre droit)               |
|       | Mircea Geoană            | Parti social-démocrate (centre gauche)               |
|       | Crin Antonescu           | Parti national libéral                               |
|       | Corneliu Vadim Tudor     | Parti de la Grande Roumanie                          |
|       | Sorin Oprescu            | Candidat indépendant                                 |
|       | Hunor Kelemen            | Union démocrate magyare de Roumanie                  |
|       | Constantin-Ninel Potîrcă | Candidat indépendant                                 |
|       | George Becali            | Parti de la nouvelle génération - Chrétien-démocrate |
|       | Ovidiu-Cristian Iane     | Parti écologiste roumain                             |
|       | Remus Cernea             | Parti vert                                           |
|       | Constantin Rotaru        | Parti de l'alliance socialiste                       |
|       | Gheorghe-Eduard Manole   | Candidat indépendant                                 |

## Sondages

### Sondages préalables au premier tour
Tableau non exhaustif de sondages visant à observer les évolutions de 7 des 12 candidats :
| Instituts de sondage | Dates                   | Source | Băsescu | Geoană | Antonescu | Oprescu | Becali | Tudor  | Kelemen | Autres |
| GSS                  | 3 au 5 mai 2009         |        | 30,8 %  | 24,3 % | 20,3 %    |         | 7,8 %  | 5,5 %  |         | 11,3 % |
| CURS                 | 19 au 28 juin 2009      |        | 36 %    | 24 %   | 20 %      |         |        | 11 %   | 2 %     | 8 %    |
| INSOMAR              | 4 au 12 juillet 2009    |        | 35,7 %  | 29,6 % | 16,8 %    |         |        | 11,9 % |         | 6 %    |
| Gallup               | 16 au 20 juillet 2009   |        | 35 %    | 18 %   | 20 %      |         |        | 10 %   | 3 %     | 14 %   |
| CCSB                 | 17 au 19 septembre 2009 |        | 34 %    | 18 %   | 19 %      | 12 %    | 8 %    | 7 %    | 1 %     | 1 %    |
| INSOMAR              | 8 au 11 octobre 2009    |        | 33,4 %  | 28,5 % | 14,5 %    | 8,1 %   | 4,3 %  | 6,1 %  | 4,3 %   | 5,1 %  |
| CSOP                 | 16 au 18 octobre 2009   |        | 35 %    | 24 %   | 19 %      | 8 %     | 5 %    | 4 %    | 4 %     | 1 %    |
| CURS                 | 15 au 22 octobre 2009   |        | 31 %    | 30 %   | 17 %      | 9 %     | 3 %    | 5 %    | 4 %     | 1 %    |
| INSOMAR              | 29 au 1er novembre 2009 |        | 30 %    | 32 %   | 19 %      | 6 %     | 2 %    | 7 %    | 3 %     | 1 %    |
| Gallup               | 01-03/11/09             |        | 32,5 %  | 21,5 % | 21,5 %    | 11 %    | 5 %    | 5 %    | 2,5 %   | 1 %    |

### Sondages préalables au second tour
Liste non exhaustive de sondages relatifs aux éventuels duels entre Traian Băsescu et ses deux principaux rivaux, Mircea Geoană et Crin Antonescu.
| Instituts de sondage | Dates et source         | Duel Băsescu/Geoană | Duel Băsescu/Geoană | Duel Băsescu/Antonescu | Duel Băsescu/Antonescu | Duel Băsescu/Oprescu | Duel Băsescu/Oprescu |
| -------------------- | ----------------------- | ------------------- | ------------------- | ---------------------- | ---------------------- | -------------------- | -------------------- |
| Instituts de sondage | Dates et source         | Băsescu             | Geoană              | Băsescu                | Antonescu              | Băsescu              | Oprescu              |
| INCOR                | 28 juin 2009            | 52 %                | 48 %                | 53 %                   | 47 %                   | -                    | -                    |
| CCSB                 | 27 juillet 2009         | 53 %                | 47 %                | 55 %                   | 45 %                   | -                    | -                    |
| CCSB                 | 3 octobre 2009          | 47 %                | 53 %                | 46 %                   | 54 %                   | 43 %                 | 57 %                 |
| CSOP                 | 7 octobre 2009          | 53 %                | 47 %                | 57 %                   | 43 %                   | 52 %                 | 48 %                 |
| INSOMAR              | 8 au 11 octobre 2009    | 49,4                | 50,6 %              | -                      | -                      | -                    | -                    |
| CURS                 | 26 octobre 2009         | 50 %                | 50 %                | 49 %                   | 51 %                   | 48 %                 | 52 %                 |
| INSOMAR              | 3 novembre 2009         | 47 %                | 53 %                | -                      | -                      | -                    | -                    |
| Gallup               | 29 au 1er novembre 2009 | -                   | -                   | 46                     | 54 %                   | -                    | -                    |

## Résultats
| Candidat                 | 1er tour   | 1er tour | 2d tour   | 2d tour |
| Candidat                 | Voix       | %        | Voix      | %       |
| ------------------------ | ---------- | -------- | --------- | ------- |
| Traian Băsescu           | 3 153 640  | 32,44 %  | 5 275 808 | 50,33 % |
| Mircea Geoană            | 3 027 838  | 31,15 %  | 5 205 760 | 49,66 % |
| Crin Antonescu           | 1 945 831  | 20,02 %  |           |         |
| Corneliu Vadim Tudor     | 540 380    | 5,56 %   |           |         |
| Hunor Kelemen            | 372 764    | 3,83 %   |           |         |
| Sorin Oprescu            | 309 764    | 3,18 %   |           |         |
| George Becali            | 186 390    | 1,91 %   |           |         |
| Remus Cernea             | 60 539     | 0,62 %   |           |         |
| Constantin Rotaru        | 43 684     | 0,44 %   |           |         |
| Gheorghe-Eduard Manole   | 34 189     | 0,35 %   |           |         |
| Ovidiu-Cristian Iane     | 22 515     | 0,23 %   |           |         |
| Constantin-Ninel Potîrcă | 21 306     | 0,21 %   |           |         |
| Inscrits/participation   | 18 291 277 | 54,37    |           |         |

Des accusations de fraudes ont conduit au recomptage de 138 000 bulletins litigieux avant que la Cour constitutionnelle ne valide la réélection de Băsescu. Son adversaire déclare à l'issue de la décision de la Cour : « Il y aura toujours une suspicion de fraudes autour de cette élection présidentielle, et cela pèsera sur notre démocratie dans les années à venir. En tant que citoyen, j'accepte la décision de la Cour, et je souhaite bonne chance à Traian Băsescu pour son nouveau mandat. » Les observateurs de l'Organisation pour la sécurité et la coopération en Europe, présents lors du scrutin, ont néanmoins estimé que l'élection s'était déroulée « conformément aux engagements » pris par Bucarest envers l'OSCE.